# Scorpaenopsis insperatus
Scorpaenopsis insperatus är en fiskart som beskrevs av Hiroyuki Motomura 2004. Scorpaenopsis insperatus ingår i släktet Scorpaenopsis och familjen Scorpaenidae. Inga underarter finns listade i Catalogue of Life.